# Лочман В'ячеслав Анатолійович
В'ячесла́в Анато́лійович Лочман (нар. 18 червня 1977, Запоріжжя, Українська РСР, СРСР) — український гандболіст та гандбольний тренер. Майстер спорту України міжнародного класу.

## Кар'єра
Вихованець СДЮШОР №3 (Запоріжжя), в яку прийшов 1986 року. Перший тренер — М. М. Оболонін, але згодом передав групу, в якій займався Лочман, Миколі Крохмалю.
В 16-річному віці отримав запрошення у запорізький ZTR.
Після розриву хрестоподібної зв’язки повернувся у гру в першій половині сезону 2006/07, але отримував мало ігрової практики через те, що на його позиції у команді було ще троє гравців — бронзовий призер чемпіонату світу Андерс Окслер, Ніклас Хольм-Йоргенсен та Ян-Олаф Іммель. У лютому 2007 року для отримання більшої кількості ігрового часу до літа був відданий в оренду в клуб «Дубай».
Протягом наступних двох років продовжував грати в ОАЄ, після чого приєднався до мінського «Динамо»
Після успішного сезону у мінському «Динамо» планував завершити ігрову кар'єру і довгий час відпочивав, але зрозумів, що скучив за гандболом. Потім отримав пропозицію від запорізького «Мотор-ЗНТУ-ЗАБ» з подальшою перспективою роботи тренером. Лочман відгукнувся на цю пропозицію і після двох сезонів у складі запорізької команди завершив кар'єру гравця 2011 року й одразу перейшов на тренерський місток, очоливши клуб «ЗНТУ-ЗАБ».
В сезоні 2013/14 у складі команди «MEDVE» (Берегове) став срібним призером чемпіонату України серед ветеранів.
Згодом працював тренером у столичній ДЮСШ «Стрімкий м’яч». Його команда стала срібним призером чемпіонату України-2020 серед хлопців 2007 р. н.

## Титули та досягнення

### Командні
«ZTR»
- Вища ліга A
  -  Чемпіон (7): 1994/95, 1997/98, 1998/99, 1999/00, 2000/01, 2002/03, 2003/04
  -  Срібний призер (3): 1995/96, 1996/97, 2001/02

«Клуб Африкен»
- Національний дивізіон
  - Володар Кубка Тунісу   Чемпіон (1): 2000/01
- Володар Кубка Тунісу
  -  Володар (1): 2001
- Кубок володарів кубків Африки
  -  Володар (1): 2001

«Аль-Аглі»
- Ліга
  -  Чемпіон (2): 2007, 2008

«Динамо»
- Суперліга
  -  Чемпіон (1): 2008/09

### Особисті
- Учасник Матчу всіх зірок ГБЛ: 2005
- Учасник Матчу зірок у Білорусі (1): 2009[7]